# Doug Mountjoy/Erfolge
Diese Liste führt die Erfolge des Snookerspielers Doug Mountjoy auf. Mountjoy war von 1976 bis 1997 Profispieler und gewann in dieser Zeit insgesamt 24 Turniere und stand bei 18 weiteren im Endspiel. Zu seinen wichtigsten Erfolgen zählten der Gewinn des Masters 1977 und der UK Championship 1978 und 1988. Allerdings blieb ihm der Gewinn der Snookerweltmeisterschaft verwehrt, wodurch er kein Mitglied der Triple Crown war.
Vor allem in den ersten Jahren schaffte Mountjoy den Sprung in die erweiterte Weltspitze und gewann dabei unter anderem das Masters 1977 und die UK Championship 1978, erkrankte dann aber an einer Fazialislähmung, welche ihm das Spielen erschwerte. Doch zu Beginn des neuen Jahrzehnts konnte sich Mountjoy kurzzeitig in den ersten zehn Ränge der Weltrangliste platzieren, da er im Rahmen der Snookerweltmeisterschaft 1981 den Vize-Weltmeistertitel gewonnen hatte.
Doch in den folgenden Jahren verschlechterte sich Mountjoys Weltranglistenplatzierung und seine Form zusehends, da Mountjoys Spielstil vor allem auf seinem Instinkt beruhte und er damit nach und nach weniger Erfolg hatte. Im Februar 1988 ließ er sich schließlich von Frank Callan trainieren und verbesserte damit seine Technik deutlich. Somit gelang ihm im Dezember 1988 bei der UK Championship 1988 erstmals ein Gewinn eines Ranglistenturnieres, was sich nur wenige Wochen später beim Classic 1989 wiederholte. Auch wenn Mountjoy in dieser Zeit nochmals in die Weltspitze zurückkehrte, verabschiedete er sich im nächsten Jahrzehnt nach und nach aus dieser und beendete zur Saison 1996/97 seine Profikarriere.
Im Anschluss daran und an eine überstandene Lungenkrebserkrankung trat Mountjoy vor allem als Trainer in Erscheinung, spielte aber auch weiterhin bei verschiedenen Turnieren Snooker sowie auf lokaler Ebene weitere Billardvarianten. Er starb Mitte Februar 2021 nach einem Schlaganfall im Alter von 78 Jahren.

## Ranglistenpositionen und Erfolge bei der Triple Crown
Diese Liste beinhaltet die Ranglistenpositionen und die Ergebnisse der Triple-Crown-Turniere von Doug Mountjoy. Die dazugehörigen Turniere und Weltranglisten sind verlinkt.
| Turnier                          | 1976/ 77 | 1977/ 78 | 1978/ 79 | 1979/ 80 | 1980/ 81 | 1981/ 82 | 1982/ 83 | 1983/ 84 | 1984/ 85 | 1985/ 86 | 1986/ 87 | 1987/ 88 | 1988/ 89 | 1989/ 90 | 1990/ 91 | 1991/ 92 | 1992/ 93 | 1993/ 94 | 1994/ 95 | 1995/ 96 | 1996/ 97 | Gesamt TS / TN |
| -------------------------------- | -------- | -------- | -------- | -------- | -------- | -------- | -------- | -------- | -------- | -------- | -------- | -------- | -------- | -------- | -------- | -------- | -------- | -------- | -------- | -------- | -------- | -------------- |
| \| Weltrangliste WRL \| AP EP \| | –        | 14       | 14       | 13       | 14       | 6        | 7        | 12       | 15       | 15       | 14       | 14       | 24       | 10       | 5        | 10       | 26       | 30       | 26       | 36       | 59       | Gesamt TS / TN |
| Triple-Crown-Turniere            |          |          |          |          |          |          |          |          |          |          |          |          |          |          |          |          |          |          |          |          |          |                |
| UK Championship                  | n. a.    | F        | S        | AF       | R1       | AF       | AF       | AF       | AF       | R2       | R2       | R1       | S        | R1       | R2       | R1       | R2       | R2       | R1       | R1       | QR       | 2 / 20         |
| Masters                          | S        | VF       | HF       | –        | VF       | VF       | HF       | AF       | F        | AF       | VF       | AF       | –        | VF       | AF       | AF       | –        | –        | –        | –        | –        | 1 / 14         |
| Weltmeisterschaft                | VF       | AF       | AF       | AF       | F        | AF       | AF       | VF       | AF       | AF       | AF       | AF       | R1       | AF       | R1       | R1       | AF       | QR       | QR       | QR       | QR       | 0 / 21         |
| Weltrangliste WRL                | AP EP    |          |          |          |          |          |          |          |          |          |          |          |          |          |          |          |          |          |          |          |          |                |

| Legende | Legende                               |
| ------- | ------------------------------------- |
| S       | Sieger                                |
| F       | Finalist                              |
| HF      | Halbfinalist                          |
| VF      | Viertelfinalist                       |
| AF      | Achtelfinalist                        |
| LX      | Niederlage in der Runde der letzten X |
| RX      | Niederlage in Runde X                 |
| WR      | Niederlage in der Wildcardrunde       |
| QR      | Niederlage in der Qualifikation       |
| NQ      | Nicht qualifiziert                    |
| –       | nicht teilgenommen                    |
| –       | keine Weltranglistenplatzierung       |
| n. a.   | nicht ausgetragen                     |
| k. R.   | keine Rangliste                       |
| TS / TN | Turniersiege / Teilnahmen             |
| AP      | Ranglistenposition am Saisonbeginn    |
| EP      | Ranglistenposition am Saisonende      |

## Übersicht über die Finalteilnahmen
Die folgenden Listen zeigen die Finalteilnahmen Mountjoys während seiner Karriere. Insgesamt, also auch inklusive der Amateurturniere, erreichte Mountjoy 42 Endspiele, von denen er 24 gewinnen konnte. Insgesamt sechs dieser Turniere waren sogenannten Triple-Crown-Turniere, wobei er bei drei von diesen prestigeträchtigen Turnieren gewinnen konnte.

### Ranglistenturniere
Insgesamt nahm Mountjoy an vier Endspielen von Ranglistenturnieren teil, wobei er jeweils die Hälfte gewann und verlor. Jeweils ein Sieg und eine Niederlage entfallen auf ein Triple-Crown-Turnier.

Farbbedeutungen: Turnier der Triple Crown
| Ergebnis | Jahr | Turnier                  | Gegner im Finale | Endstand |
| -------- | ---- | ------------------------ | ---------------- | -------- |
| Finalist | 1981 | Snookerweltmeisterschaft | Steve Davis      | 12:18    |
| Sieger   | 1988 | UK Championship          | Stephen Hendry   | 16:12    |
| Sieger   | 1989 | Classic                  | Wayne Jones      | 13:11    |
| Finalist | 1989 | Dubai Classic            | Stephen Hendry   | 2:9      |

### Einladungsturniere
Bei Einladungsturnieren erreichte Mountjoy dreizehn Mal das Endspiel, wobei er davon acht Mal gewann und fünf Mal verlor. Jeweils ein Sieg und eine Niederlage entfallen auf das Triple-Crown-Turnier Masters.

Farbbedeutungen: Turnier der Triple Crown
| Ergebnis | Jahr | Turnier                         | Gegner im Finale | Endstand |
| -------- | ---- | ------------------------------- | ---------------- | -------- |
| Finalist | 1977 | Pot Black                       | Perrie Mans      | 21:90 1  |
| Sieger   | 1977 | Masters                         | Ray Reardon      | 7:6      |
| Finalist | 1978 | Irish Masters                   | John Spencer     | 3:5      |
| Sieger   | 1978 | Pot Black                       | Graham Miles     | 2:1      |
| Sieger   | 1978 | Golden Masters                  | Ray Reardon      | 4:2      |
| Finalist | 1979 | Pot Black                       | Ray Reardon      | 1:2      |
| Sieger   | 1979 | Irish Masters                   | Ray Reardon      | 5:6      |
| Sieger   | 1980 | Welsh Professional Championship | Ray Reardon      | 9:6      |
| Finalist | 1980 | Irish Masters                   | Terry Griffiths  | 9:10     |
| Sieger   | 1980 | Champion of Champions           | John Virgo       | 10:8     |
| Sieger   | 1983 | Hong Kong Masters               | Terry Griffiths  | 4:3      |
| Sieger   | 1985 | Pot Black                       | Jimmy White      | 2:0      |
| Finalist | 1985 | Masters                         | Cliff Thorburn   | 6:9      |

### Non-ranking-Turniere
Bei sogenannten Non-ranking-Turnieren, also Turnieren ohne Einfluss auf die Weltrangliste, erreichte Mountjoy insgesamt 14 Endspiele, von denen er jeweils die Hälfte gewann und verlor. Jeweils ein Sieg und eine Niederlage entfallen auf das Triple-Crown-Turnier UK Championship, die zu den jeweiligen Zeitpunkten noch nicht den Status eines Ranglistenturnieres besaß.

Farbbedeutungen: Turnier der Triple Crown
| Ergebnis | Jahr | Turnier                         | Gegner im Finale | Endstand |
| -------- | ---- | ------------------------------- | ---------------- | -------- |
| Finalist | 1977 | Welsh Professional Championship | Ray Reardon      | 8:12     |
| Finalist | 1977 | UK Championship                 | Patsy Fagan      | 9:12     |
| Sieger   | 1978 | UK Championship                 | David Taylor     | 15:9     |
| Sieger   | 1979 | Pontins Professional            | Graham Miles     | 8:4      |
| Sieger   | 1982 | Welsh Professional Championship | Terry Griffiths  | 9:8      |
| Finalist | 1983 | Welsh Professional Championship | Ray Reardon      | 9:1      |
| Sieger   | 1983 | Pontins Professional            | Ray Reardon      | 9:7      |
| Sieger   | 1984 | Welsh Professional Championship | Cliff Wilson     | 9:3      |
| Finalist | 1984 | Hong Kong Masters               | Steve Davis      | 2:4      |
| Finalist | 1985 | Welsh Professional Championship | Terry Griffiths  | 4:9      |
| Finalist | 1986 | Welsh Professional Championship | Terry Griffiths  | 3:9      |
| Sieger   | 1987 | Welsh Professional Championship | Steve Newbury    | 9:7      |
| Sieger   | 1989 | Welsh Professional Championship | Terry Griffiths  | 9:6      |
| Finalist | 1990 | Welsh Professional Championship | Darren Morgan    | 7:9      |

### Teamwettbewerbe
In Teamwettbewerben erreichte Mountjoy zusammen mit seinen durchgehend walisischen Teamkollegen insgesamt fünf Mal das Finale, wobei er lediglich in zwei Fällen gewinnen konnte.
| Ergebnis | Jahr | Turnier                    | Teampartner                 | Gegner im Finale                           | Endstand |
| -------- | ---- | -------------------------- | --------------------------- | ------------------------------------------ | -------- |
| Sieger   | 1979 | World Challenge Cup        | Ray Reardon Terry Griffiths | Fred Davis John Spencer Graham Miles       | 14:3     |
| Sieger   | 1980 | World Challenge Cup        | Ray Reardon Terry Griffiths | Cliff Thorburn Kirk Stevens Bill Werbeniuk | 8:5      |
| Zweiter  | 1981 | World Team Classic         | Ray Reardon Terry Griffiths | Steve Davis John Spencer David Taylor      | 3:4      |
| Zweiter  | 1982 | World Doubles Championship | Terry Griffiths             | Steve Davis Tony Meo                       | 2:13     |
| Zweiter  | 1983 | World Team Classic         | Ray Reardon Terry Griffiths | Steve Davis Tony Knowles Tony Meo          | 2:4      |

### Amateurturniere
Vor und teils während seiner Profikarriere stand Mountjoy bereits sechs Mal als Amateur im Finale eines wichtigen Turnieres, wobei er fünf Mal gewinnen konnte.
| Ergebnis | Jahr | Turnier                          | Gegner im Finale | Endstand |
| -------- | ---- | -------------------------------- | ---------------- | -------- |
| Sieger   | 1968 | Walisische Snooker-Meisterschaft | John Terry       | 6:5      |
| Sieger   | 1974 | Pontins Spring Open              | John Spencer     | 7:4      |
| Sieger   | 1976 | Walisische Snooker-Meisterschaft | Alwyn Lloyd      | 8:6      |
| Sieger   | 1976 | Pontins Spring Open              | Lance Pibworth   | 7:1      |
| Sieger   | 1976 | IBSF-Snookerweltmeisterschaft    | Paul Mifsud      | 11:1     |
| Finalist | 1984 | Pontins Spring Open              | Neal Foulds      | 4:7      |